# Eduardo Risso
Eduardo G. Risso Salavería (Montevideo, 1. studenoga 1925.) je bivši urugvajski veslač koji je za svoju zemlju nastupao na Olimpijskim igrama 1948. u Londonu i 1952. u Helsinkiju. Na Olimpijadi u Londonu je osvojio srebrnu medalju u disciplini samac, a od njega je bio brži Australac Mervyn Wood. Eduardo Risso natjecao se i na Olimpijadi u Helsinkiju, ali bez značajnijih rezultata.

### Rezultat olimpijskog finala 1948.
| Rang | Ime veslača    | Finale |
| ---- | -------------- | ------ |
|      | Mervyn Wood    | 7:24.4 |
|      | Eduardo Risso  | 7:38.2 |
|      | Romolo Catasta | 7:51.4 |